# Skärgölen (Simonstorps socken, Östergötland, 651892-152407)
Skärgölen är en sjö i Norrköpings kommun i Östergötland och ingår i Kilaåns huvudavrinningsområde.